# Нижнезаимское муниципальное образование
Нижнезаимское муниципальное образование — муниципальное образование со статусом сельского поселения в 
Тайшетском районе Иркутской области России. Административный центр — поселок Нижняя Заимка.

## Демография
По результатам Всероссийской переписи населения 2010 года 
численность населения муниципального образования составила 507 человек, в том числе 248 мужчин и 259 женщин.

## Населённые пункты
В состав муниципального образования входят населённые пункты
- Нижняя Заимка
- Коновалова
- Синякина